# Сокольники (станція метро, Сокольницька лінія)
55°47′21″ пн. ш. 37°40′46″ сх. д. / 55.78917° пн. ш. 37.67944° сх. д.
«Соко́льники» (рос. Сокольники) — станція Московського метрополітену Сокольницької лінії. Відкрита 15 травня 1935.
Розташована між станціями «Преображенська площа» та «Красносільська». Знаходиться на території району Сокольники Східного адміністративного округу Москви.

## Історія і походження назви
Станція відкрита у складі першої пускової черги Московського метрополітену — «Сокольники» — «Парк культури» з відгалуженням «Охотний ряд» — «Комсомольська». Свою назву станція отримала по історичному району Москви — «Сокольники».

## Вестибюлі і пересадки
Наземний вестибюль виконаний у вигляді арки з двостороннім виходом і розташований на алеї, яка веде від Русаковської вулиці до Сокольницького парку. Зсередини вестибюль облицьований білим марблітом і мармуром «коєлга».
- Автобуси: 40, 75, 78, 140, 265, с633, 716, 975, т14, т32, т41, н15;
- Трамваї: 4л, 4п, 7, 13, 45
- Сокольники

## Технічна характеристика
Конструкція станції — колонна трипрогінна мілкого закладення (глибина закладення — 9 м) з однією острівною прямою платформою. На станції два ряди по 23 колони. Крок колон — 7 м. Проект станції «Сокольники» здобув Гран-прі на Міжнародній виставці у Парижі, 1937.

## Оздоблення
Колійні стіни оздоблені світло-жовтою керамічною плиткою. Цоколі стін оброблені чорним марблітом. Підлога викладена сірим і чорним гранітом (спочатку було асфальтове покриття).
Квадратні колони станційного залу і центральний місток оздоблені сіро-блакитним уральським мармуром «уфалєй» і темним мармуром «Садахло», білий мармур Прохорівсько-Баландинського родовища покриває стіни підхідного коридору і турнікетного залу.
При відкритті на станції були встановлені люстри-«кулі» між колонами і невеликі світильники в кесонах перекриття бічних нефів. Зараз же стандартні люмінесцентні світильники без розсіювачів розташовані в міжколонних проміжках, по шість у кожному.

## Колійний розвиток

Колійний розвиток станції «Сокольники»

Колійний розвиток станції — 6 стрілочних переводи, перехресний з'їзд і 2 станційні колії для обороту та відстою рухомого складу.